# Beatles Revival Band
Die Beatles Revival Band ist eine deutsche Coverband, die die Lieder der britischen Band The Beatles nachspielt und seit 1976 besteht. Die Gruppenmitglieder sind aktuell Oliver Bick (Paul McCartney), Claus Fischer (George Harrison), Christopher Tucker (John Lennon) und Peter Zettl (Ringo Starr). Fritz Heieck ist als fünfter Mann für die orchestrale Unterstützung am Keyboard zuständig.

## Geschichte
1976 riefen die vier Frankfurter Amateurmusiker Robby Matthes (Bass und Gesang, in der Rolle von Paul McCartney), Klaus Larisch (Lead-Gitarre und Gesang, in der Rolle von George Harrison), Richard Kersten (Rhythmus-Gitarre und Gesang, in der Rolle von John Lennon), Christian Engel (Schlagzeug und Gesang, in der Rolle von Ringo Starr) die Beatles Revival Band ins Leben. Fast wäre das Projekt nicht zustande gekommen, weil die ehemalige Plattenfirma der Beatles die Verwendung des Namens verbieten wollte.
Die Presse feierte die Gruppe jedoch als Sensation, und nach einem erfolgreichen Auftritt im Frankfurter Sinkkasten am 1. März 1976 wurden sie zu einer professionellen deutschen Coverband. Die Band sang die Beatles-Klassiker nicht nur auf Englisch, sondern übersetzte die Lieder auch in die deutsche Sprache. Tourneen führten sie nach Mailand, durch die DDR, durch Ungarn und auch nach England. Die Gruppe trat auch mit Symphonie-Orchestern auf, wie 1986 mit den Berliner Philharmonikern und 2004 mit dem Munich Symphonic Sound Orchestra. Ferner hatte die Band diverse Fernsehauftritte, darunter 1977 in der Sendung disco.
Die Beatles Revival Band veröffentlichte 25 Alben und gab über 3000 Konzerte. Anfang der 1980er Jahre verließen zwei Gründungsmitglieder die Band. Richard Kersten wurde 1980 durch Gregor Ziegler ersetzt, der 2007 nach schwerer Krankheit verstarb. Tommy Lohr kam 1981 für Klaus Larisch. Anschließend spielte die Band bis 2012 in der Besetzung Robby Matthes (Paul McCartney), Claus Fischer (seit 1983 / George Harrison), Glen Turner (seit 2001 / John Lennon) und Christian Engel (Ringo Starr) sowie Fritz Heieck an den Keyboards.
Im April 2009 arbeitete die Band mit dem Hörfunkmoderator Volker Rebell zusammen und präsentierte die musikalisch untermauerte Comedy-Geschichte Die Beatles und Beate.
Am 14. Juli 2012 verstarb Christian Engel (* 22. April 1950) nach langer Krankheit und Robby Matthes im Juni 2018.
2024 wirkte die Band in der Talentshow The Tribute – Die Show der Musiklegenden des Fernsehsenders Sat.1 mit.